# Amtsgericht Kamen

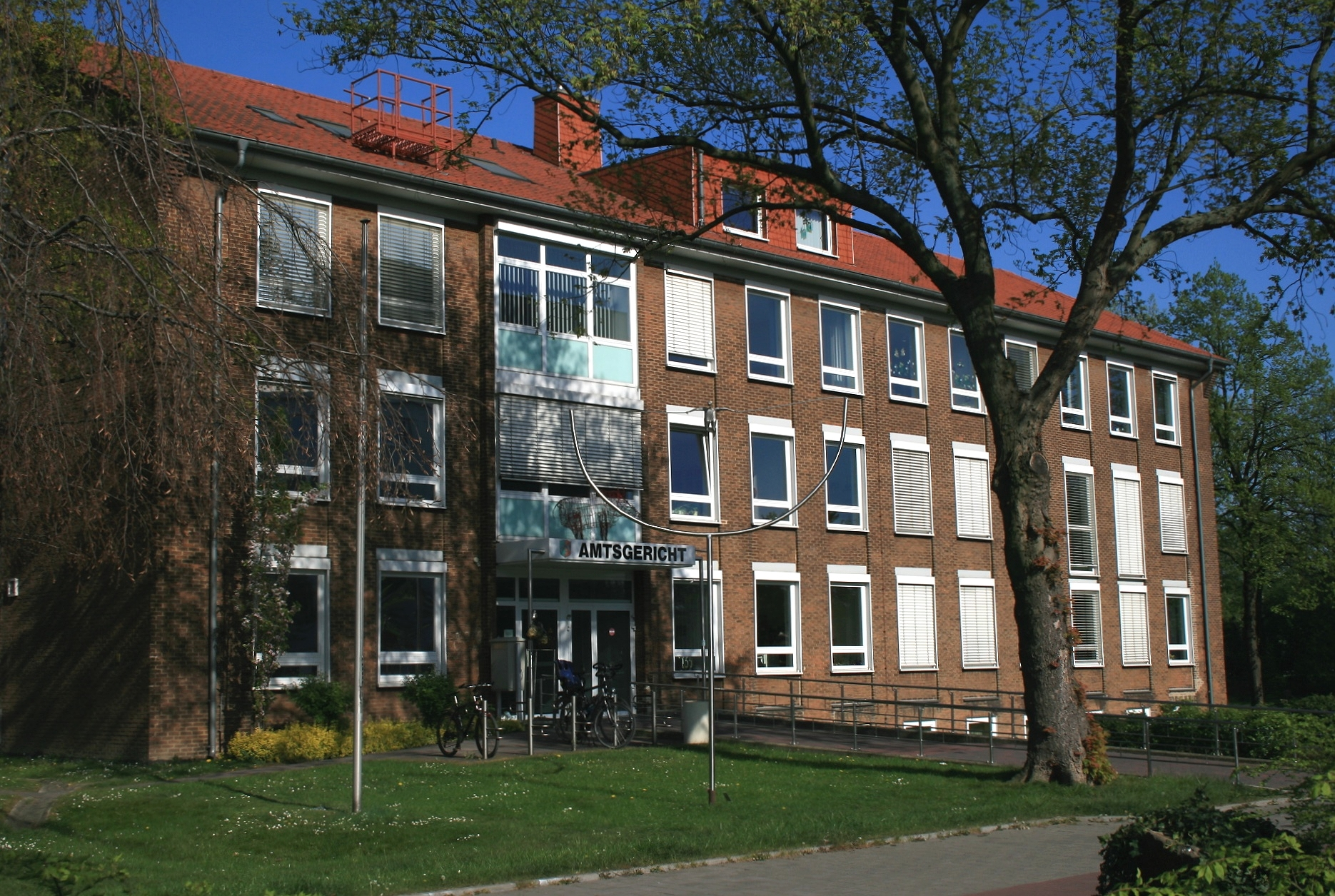
Gerichtsgebäude Poststraße 1

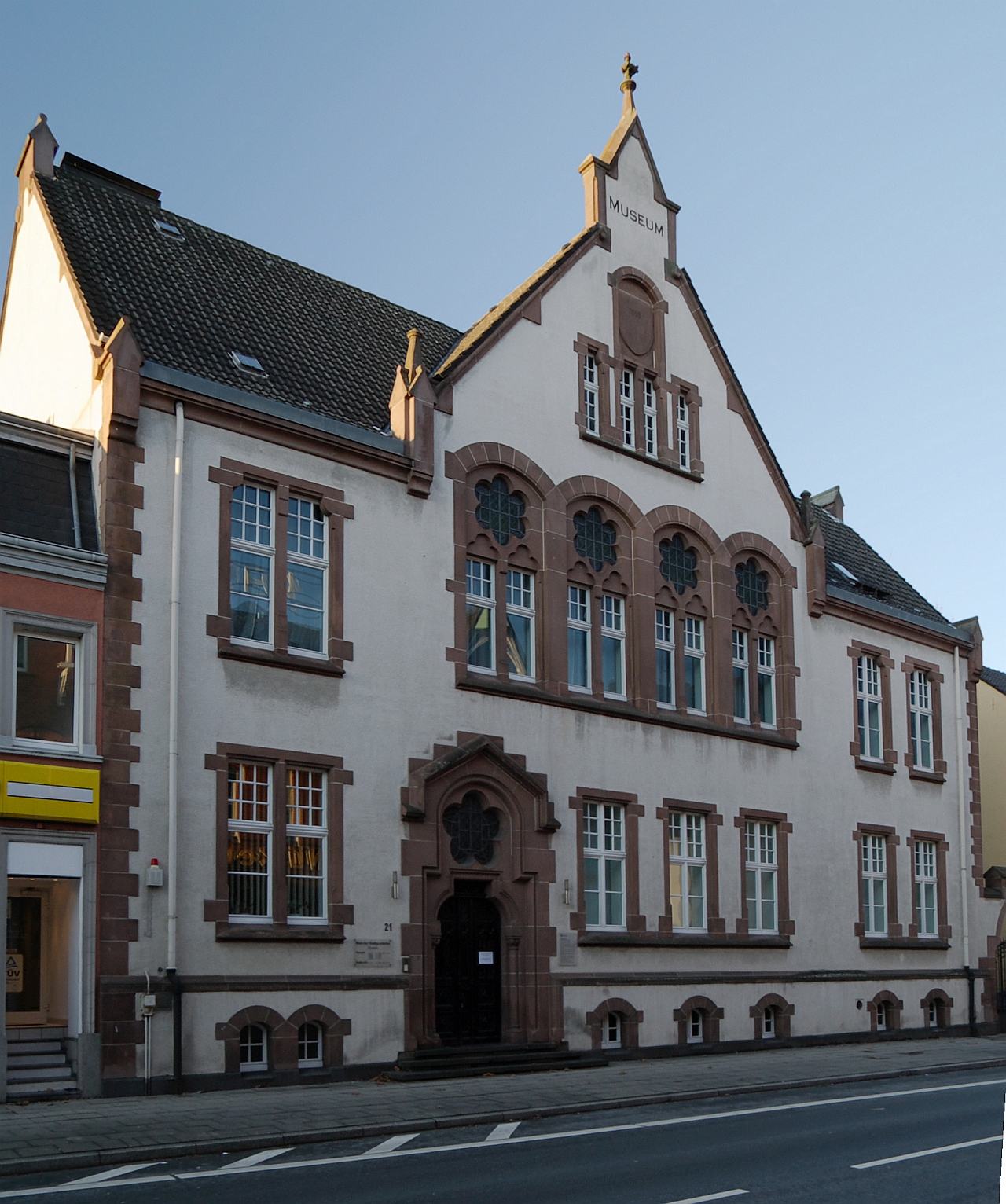
Altes Gerichtsgebäude Bahnhofstraße 21

Das Amtsgericht Kamen ist ein Gericht der ordentlichen Gerichtsbarkeit mit Sitz in Kamen. Es ist eines der Amtsgerichte in Trägerschaft des Landes Nordrhein-Westfalen.

## Amtsgerichtsbezirk
Das Amtsgericht ist zuständig für die Städte Kamen und Bergkamen im Kreis Unna. In dem 86 km² großen Gerichtsbezirk leben rund 97.000 Menschen. Außerdem ist das Amtsgericht Kamen für die Landwirtschaftssachen der Amtsgerichtsbezirke Kamen und Lünen zuständig.

## Übergeordnete Gerichte
Das dem Amtsgericht Kamen übergeordnete Landgericht ist das Landgericht Dortmund, das wiederum dem Oberlandesgericht Hamm untersteht.